# Pliobothrus gracilis
Pliobothrus gracilis is een hydroïdpoliep uit de familie Stylasteridae. De poliep komt uit het geslacht Pliobothrus. Pliobothrus gracilis werd in 1992 voor het eerst wetenschappelijk beschreven door Zibrowius & Cairns. 